# Wampersdorf
Wampersdorf ist eine Ortschaft und eine Katastralgemeinde der Gemeinde Pottendorf im Bezirk Baden in Niederösterreich.

## Geografie
Wampersdorf liegt an der Leitha und damit an der Grenze zum Burgenland. Durch den Ort führt die Ödenburger Straße, die hier die Leitha nach Wimpassing an der Leitha quert.

## Geschichte
Laut Adressbuch von Österreich waren im Jahr 1938 in der Ortsgemeinde Wampersdorf ein Bäcker, ein Fleischer, ein Friseur, vier Fuhrwerker, vier Gastwirte, drei Gemischtwarenhändler, eine Mühle, ein Obst- und Gemüsehändler, ein Schmied, zwei Schneider und drei Schneiderinnen, ein Schuster, ein Tischler und einige Landwirte ansässig. Weiters bestand hier die Papierfabrik Leykam-Josefsthal AG.

## Kultur und Sehenswürdigkeiten
- Katholische Pfarrkirche Wampersdorf hl. Nikolaus

## Sport
Der UNION Sportclub Wampersdorf, kurz USC Wampersdorf, wurde im Jahr 1952 gegründet und mit 7. August 1952 im Zentralen Vereinsregister eingetragen. Bereits davor gab es im Ort den Sportverein (SV) Wampersdorf. Die Vereinsgründer hießen Schiefer, Roth, Schweinzer, Pauer und Ing. Schiedl. Das Vereinslokal des in den Klubfarben Schwarz-Weiß spielenden Klubs befand sich um das Jahr 1955 im Lokal des Johann Rabara. Der Verein, der Mitglied der Sportunion ist, verfügte um das Jahr 1955 über zwei Fußballmannschaften mit damals 46 Spielern. Seit dem Jahr der Gründung besitzt der Verein auch einen eigenen Sportplatz. Der Klubvorstand bestand im Jahr 1955 aus dem Bürgermeister Josef Schiefer (Präsident), den Obmännern Johann Pauer und Johann Haiderer, den Kassieren Martin Laumüller und K. Gsellmann, dem Schriftführer Werner Rabara und den Sektionsleitern Leopold Schweinzer und Josef Heggenberger. Im Kader der Kampfmannschaft spielten 1955 Steiner, Winkler, Wallner I, Lautner, L. Laumüller, Reder, A. Zich, L. Zich, J. Laumüller, Vargyas, Tiedl, A. Stieglitz, N. Heggenberger, L. Heggenberger, K. Gsellmann, Knötzl, W. Rabara, Alfons und Kopinits. Zu dieser Zeit spielte der Klub in der 2. Klasse Süd B. In den 1950er Jahren forderte der Landesverband Niederösterreich der Österreichischen Turn- und Sport-Union seine angeschlossenen Fußballvereine auf, Leichtathletik in ihr Trainingsprogramm zu integrieren; so auch den USC Wampersdorf.
Heute (Stand: 2025) trägt der Verein seine Heimspiele auf der nach seinem jahrzehntelangen Obmann († 2023) benannten Hermann Hums Sportanlage aus. Diese liegt an der Sportplatzstraße – angrenzend an die nach dem Vereinsgründer Pauer benannten Johann-Pauer-Straße – und verfügt neben dem Fußballfeld mit teilweise überdachtem Zuschauerbereich auch noch über drei Tennisplätze und einen Beachvolleyballplatz. Die Fußballabteilung umfasst heute (Stand: 2025) eine Herren- und eine Reservemannschaft, ein Damenteam sowie zwei Kinderfußballmannschaften. Während die Männer aktuell (Stand: 2025) in der achtklassigen 2. Klasse Steinfeld in Erscheinung treten, spielen die Frauen in der viertklassigen Frauen Gebietsliga Industrieviertel.